# 黎有晫
黎有晫（又作黎有卓，1720年12月11日—1791年），號海上懶翁，是18世紀越南後黎朝的名醫，其著作《海上醫宗心領》內容豐富，對越南醫學造成很大的影響。

## 生平
1720年12月11日，黎有晫出生於母親的故鄉乂安處德光府香山縣情艷社（今河靜省香山縣山光社），原名有診，別名有薫，俗名舅招七。26歲前都在父親的故鄉海陽處上洪府唐豪縣遼舍社（今興安省安美縣遼舍社）居住，祖父黎有名乃黎玄宗景治8年（1670年）進士，官拜憲察使；父親黎有謀亦為進士，而黎有晫為第七子。後來才搬回母親的故里，以醫為業，號海上懶翁，故一般俗稱「海上懶翁」或「懶翁」。
幼年時隨父親赴京師昇龍求學，20歲時因父親逝世而中斷學業，返回故里。彼時越南因鄭阮紛爭連年征戰，加上旱災、饑荒等災害，黎有晫轉向精通天文及兵法、高齡80歲的武先生學習陰陽之學。後來他入伍從軍，體認到戰爭擾民生息，復因五兄過世，遂返回母親故鄉香山縣。
回鄉後因煩惱襲擾而身體衰弱，放棄科舉接受醫者陳獨之治療，月餘便痊癒。養病期間熟讀清馮兆張所撰之《馮氏錦囊秘錄》，對醫學陰陽論產生興趣，並繼承陳獨之醫術。景興十七年（1756年）為尋求醫術高人而進京，卻無法如願。於是再返香山縣，一邊行醫一邊讀書自學逾10年，終於在景興三十一年（1770年）完成《海上醫宗心領》一書，全書共66卷。

## 著作

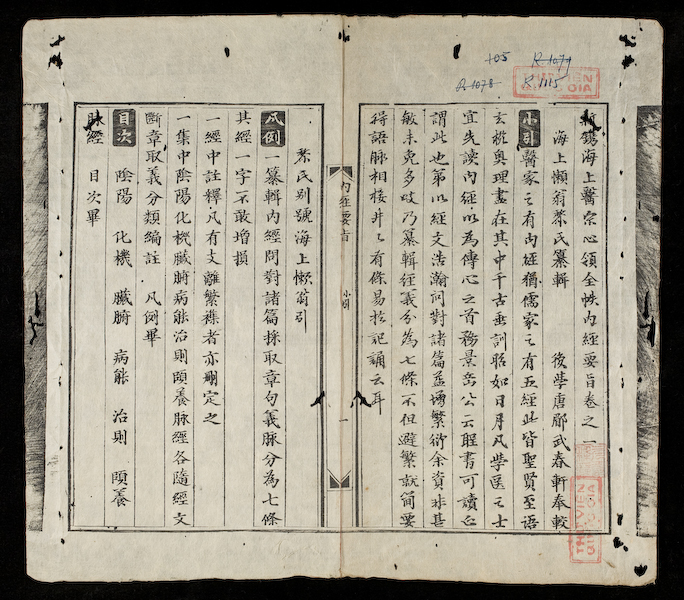
1885年出版的《海上醫宗心領全帙》

黎有晫著有《海上醫宗心領》一書，又名《海上醫宗心領全帙》，凡66卷，撰於景興30年（1770年），刊於嗣德三十二年至咸宜元年（1879年至1885年）。現存最古之版本為咸宜元年（1885年）由北寧省慈山府武江縣大壯社同人寺住持釋清高校刻刊行，各卷名稱及內容如下所示：
- 卷首「醫業神章」：生涯行醫經驗等。
- 卷一「內經要旨集」：陰陽經脈等論。
- 卷二「醫家冠冕集」：前代名醫事跡。
- 卷三至卷五「醫海求源集」：醫學理論。
- 卷六「玄牝發微集」：治病論。
- 卷七「坤化採眞集」：醫理與治病論。
- 卷八「導流餘韻集」：醫論。
- 卷九「運氣秘典集」：運氣論。
- 卷十、十一「藥品彙要集」：本草之藥性論。
- 卷十二、十三「嶺南本草集」：南藥之藥性論。
- 卷十四「外感通治集」：外感病與治法之論。
- 卷十五至廿四「百病機要集」（但僅存卷十七、十八）：病因與治法之論。
- 卷廿五「醫中關鍵集」：醫學之要點。
- 卷廿六、廿七「婦道燦然集」：婦人科。
- 卷廿八「坐草良模集」：産科。
- 卷廿九至卅二「幼幼須知集」：小兒科。
- 卷卅三至四十三「夢中覺痘集」：痘疹。
- 卷四十四「麻疹準繩集」：麻疹。
- 卷四十五「心得神方集」：著效藥方。
- 卷四十六「傚倣新方集」：自創藥方。
- 卷四十七至四十九「百家珍藏集」：先人名醫之治法及良方之論。
- 卷五十至五十七「行簡珍需集」：常見病之治法及處方。
- 卷五十八至六十「醫方海會集」（但僅存卷五十八）：醫方集。
- 卷六十一「醫陽案集」：治驗醫案。
- 卷六十二「醫陰案集」：不治醫案。
- 卷六十三「傳心秘旨集（珠玉格言）」：醫療之心得及治療格言。
- 卷六十四「問策集」：缺。
- 卷尾「上京記事集」：上京昇龍時之記事、唱和詩文、自傳等。

由於該書內容豐富，被譽為越南第一部內容完備的醫書。黎有晫的醫學理論宗於中國《內經》；臨床診斷出自清朝馮兆張所撰之《馮氏錦囊秘錄》；治療則重視滋陰法；至於用藥除越南當地藥材外，幾乎一半採用中國藥物；此外他所開出的桂枝湯、人蔘敗毒散等皆是中醫的方劑。

## 外部連結
- （越南文）Lê Hữu Trác（页面存档备份，存于）
- （越南文）（中文）.   [2012-08-21]. （原始内容存档于2016-03-05）.